# École nationale supérieure du pétrole et des moteurs
La École nationale supérieure du pétrole et des moteurs (Escuela Nacional Superior del Petróleo y de los Motores, también conocida como IFP School) es una escuela de ingenieros de Francia.
Está ubicado en Rueil-Malmaison, campus IFP Énergies nouvelles. También es miembro de la conferencia de grandes écoles. Forma principalmente ingenieros de muy alto nivel, destinados principalmente para el empleo en las empresas.
La escuela ofrece cursos de maestría y doctorado para jóvenes ingenieros y especialistas en los campos de la energía y el transporte.
La escuela forma ingenieros en 4 áreas:
- Motores y movilidad sostenible ;
- Ahorro energético y gestión energética ;
- Procesos energéticos y procesos químicos ;
- Georrecursos y Energía.

## Alumnos célebres
- Miren Larrion, ingeniera, profesora universitaria y política española de EH Bildu, que en febrero de 2021 tuvo que dimitir de todos sus cargos públicos por un caso de suplantación de identidad.